# Anglistique
L'anglistique, anciennement philologie anglaise, est une discipline académique ayant pour objet l’étude de divers aspects de la langue anglaise, variables selon les pays où elle est enseignée, mais incluant généralement l'ensemble des littératures anglophones.

## Dans les pays anglophones
Dans les pays de langue anglaise, la discipline de l'anglistique se confond avec les english studies (études anglaises) qui sont enseignées au cours des scolarités primaires et secondaires, ainsi qu'au niveau universitaire. Elles ne doivent pas être confondues avec l'enseignement de l'anglais comme langue étrangère, qui est une discipline distincte. Les spécialistes universitaires en english studies peuvent, comme dans les pays francophones être qualifiés d'anglicistes. La discipline inclut l'étude et l'exploration des textes de tous genres de la littérature de langue anglaise : romans, pièces de théâtre, nouvelles et poésies, dont la majorité provient de Grande-Bretagne, des États-Unis et d'Irlande (bien que la littérature de langue anglaise de n'importe quel autre pays puisse être étudiée, et que la littérature locale ou nationale soit généralement mise en avant dans un pays donné). Le champ des english studies inclut également :
- La composition anglaise, y compris la rédaction d'essais, de nouvelles et de poèmes ;
- les arts de la langue anglaise, y compris l'étude de la grammaire, de l'usage et du style ;
- la sociolinguistique anglaise, y compris l'analyse du discours des textes écrits et parlés en anglais, l'histoire de la langue anglaise, l'apprentissage et l'enseignement de l'anglais, et l'étude du monde de l'anglais.

En revanche et contrairement aux usages de l'anglistique francophone, la linguistique de la langue anglaise (syntaxe, morphologie, phonétique, phonologie) est généralement traitée comme une discipline à part et enseignée dans un département de linguistique.
Le clivage disciplinaire entre une orientation dominante vers la littérature ou l'usage est l'une des raisons pour lesquelles la Modern Language Association (Association nord-américaine des langues vivantes, MLA) s'est divisée en deux sous-groupes.
Dans les universités des pays non anglophones, le même département couvre souvent tous les aspects des études anglaises, y compris la linguistique : cela se reflète, par exemple, dans la structure et les activités de l'European Society for the Study of English (en) (Société européenne pour l'étude de l'anglais, ESSE).
Il est courant que les départements d'anglais proposent des cours et des bourses dans les domaines de la langue anglaise, de la littérature (y compris la critique littéraire et la théorie littéraire), de l'art oratoire et de la rédaction de discours, de la rhétorique, des études de composition, de la création littéraire, de la philologie et de l'étymologie, du journalisme, de la poésie, de l'édition, de l'alphabétisation, des études régionales (en particulier des études américaines), la philosophie du langage, le théâtre et l'écriture dramatique, la scénarisation, les études de communication, la communication technique, les études culturelles, la théorie critique, les études de genre, les études ethniques, les études sur le handicap, les médias numériques et l'édition électronique, les études cinématographiques et autres études sur les médias, ainsi que divers cours dans le domaine des arts libéraux et des sciences humaines, entre autres.
Dans la plupart des pays anglophones, l'étude, à tous les niveaux d'enseignement, de textes produits dans des langues autres que l'anglais se fait dans d'autres départements, tels que les départements de langues étrangères ou de littérature comparée.

## Dans les pays non anglophones

### France
En France, l'anglistique est définie comme un champ d'étude empruntant ses théories et ses méthodes aux  humanités, centré sur l'anglais en tant qu'objet d'études en soi, ou en tant que langue employée dans les sources, matériaux et documents qui alimentent ces études[réf. nécessaire].
Les premières chaires d’anglistique en France ont été créées successivement à Strasbourg pour Bernhard ten Brink (1872), à Lille pour Auguste Angellier (1893), à Lyon pour Émile Legouis (1897), puis à Paris pour Alexandre Beljame (1901). Une histoire des origines alsaciennes de l’anglistique en France est retracée dans L’Université de Strasbourg et la fondation des études anglaises de Renate Haas et Albert Hamm (Peter Lang, 2009). Il existe également une Esquisse de l’enseignement de l’anglais et des études anglaises en France au 20e siècle, de Jean-Pierre Mouchon, auteur du Dictionnaire bio-bibliographique des anglicistes et assimilés. Les mémoires de Marguerite-Marie Dubois constituent une importante source documentaire pour l’histoire de l’anglistique au vingtième siècle. Parmi les étapes marquantes de l'histoire récente de l'anglistique on peut citer l'avènement de la « civilisation », sous l'impulsion de Monica Charlot, et la création du Centre de Recherches et d'Études en Civilisation Britannique (CRECIB), ainsi que l'autonomie des études américaines (American Studies) et la création de l'AFEA en 1967. L’histoire de l’anglistique française s’inscrit par ailleurs dans le cadre d’une ébauche historiographique de la discipline en Europe, European English Studies,, entamée au sein de l'ESSE.
L'anglistique est régie par la Section 11 du Conseil national des universités (CNU), nommée « Langues et littératures anglaises et anglo-saxonnes » (jusqu'en 2018) puis « Études anglophones » pour mieux refléter le développement et la variété du champ. Les anglicistes de l’enseignement du second degré et certains anglicistes de l’enseignement supérieur sont recrutés grâce aux concours du CAPES et de l’agrégation. L’agrégation d’anglais  comporte traditionnellement trois options : « Littérature », « civilisation » et « linguistique ». Plusieurs états des lieux sur les études anglophones (recherche et formation) ont été réalisés entre  2001 et 2016, le Rapport sur les études nord-américaines en France (2001, dir. Jean Kempf), le Livre Blanc sur la recherche angliciste en France (2001, dir. François Laroque), Le Livre Blanc de la recherche en études anglophones (2016, dir. Anne Dunan-Page), le Livre Blanc de l'Institut des Amériques (2017), le Livre Blanc de la formation en études anglophones (2018, dir. Claire Tardieu et Emily Eels).
Les recherches en anglistique sont prises en charge par :
- des unités de recherche au sein des universités françaises ;
- des unités mixtes du CNRS: l'Institut de Recherche sur la Renaissance, l'âge Classique et les Lumières (UMR 5186), le Laboratoire de Recherches sur les Cultures Anglophones (UMR 8226).  La Maison Française d’Oxford est devenue UMIFRE en 2007 et l'une de ses missions est la mise en relation des chercheurs britanniques et français ;
- Des GIS et GDR organisés autour d’aires culturelles : le GIS « Institut des Amériques », le GDR « Mondes britanniques » ;
- Des Sociétés savantes: la Société des Anglicistes de l’Enseignement Supérieur (SAES)[13], qui dispose d'un fonds documentaire hébergé par l'Université d'Avignon et des Pays de Vaucluse; l’Association Française d'Études Américaines (AFEA)[14], et leurs sociétés affiliées et amies[15].  La SAES et l’AFEA décernent conjointement chaque année un Prix de la Recherche, ainsi que des bourses de recherche pour thèses et d'HDR. Elles font partie du Groupement d’Associations de Langues et d’études ETrangères (GALET), l'AFEA est membre de The European Association for American Studies (EAAS) et la SAES est membre de The European Society for the Study of English (ESSE) ;
- De nombreuses revues[16], dont la plus ancienne est Études anglaises[17], fondée en 1937 pour prendre la suite de la Revue anglo-américaine.